# Југо флорида
Југо флорида или Застава флорида је аутомобил који је производила крагујевачка фабрика аутомобила Застава. Производио се од 1988. до 2008. године.

## Историјат

### Развој
У јануару 1983. почиње развој наследника Заставе 101, под кодном ознаком Застава 103. Планирано је да развој траје 5 година и да ауто буде извозно оријентисан. Најважнији циљеви при конструисању новог аутомобила били су да буде састављен од домаћих делова и да буде модеран и конкурентан аутомобилима своје класе из Западне Европе. То је нижа средња класа тзв. ’Голф’ класа која је на западу чинила 30% укупне продаје. У Југославији ова класа чинила је 25% укупне продаје аутомобила, захваљујући великој куповној моћи тих година. Као и приликом развоја Југа, Застава је рачунала на подршку Фијата. Они су стрепели да нови Заставин модел не представља конкуренцију, па нису пружили подршку у очекиваној мери. Понудили су Застави да производи њихов нов модел из ’Голф’ класе, типо, али су у Крагујевцу овај предлог одбили, јер су сматрали да имају довољно ресурса за самосталан развој новог модела. Оно што још нису почели да развијају били су мотори. Застава је желела да купи лиценцу за најновије Фијатове агрегате. Фијат није пристајао да прода само лиценцу за моторе, већ у комплету са типом. Након тога, Застава се обраћа Нисану у вези са лиценцом, где постижу договор. Италијанима није одговарало што Застава купује лиценцу за моторе од неког другог произвођача, па су ипак пристали да им продају лиценцу за моторе без Фијата типа. Пошто су у Застави желели модеран аутомобил, за дизајн се обраћају Италдизајну, који су пре тога дизајнирали многе познате моделе као што су: Фолксваген широко, Алфасуд, Фолксваген голф I, Фијат уно, Делоријен ДМЦ-12 и многе друге. Прототипови су прешли више милиона километара ради усавршавања. Пројекат флориде је коштао 150 милиона долара. Од те цифре, трећина је потрошена на развој, а остатак за производњу аутомобила, као и резервних делова. У пројекат је значајну своту новца уложио и Телеоптик.

### Одабир имена
За комерцијални назив модела 103, расписан је конкурс у ком је стигло око 800 предлога. Неки од њих су били: Соната, Флорида, Авала, Морава, Корал, Скала, Сана итд. Име Соната је одабрано као назив новог модела. Имена Корал и Скала су искоришћена као нова имена Југа и Стојадина.

### Представљање
Дана 19. фебруара 1987. у 11 сати заказана је премијера новог модела Застава соната у крагујевачком хотелу ’Шумарице.’ Одређено време пре премијере, сазнало се да је Хјундаи већ заштитио име ’Соната’, па су у Застави морали поново да одаберу име. Било је то име ’Флорида’, које је изабрано због великих стаклених површина које је ауто имао, па осећај у ауту био као да се налазите на осунчаној Флориди. Пред 150 новинара и фото-репортера 2 девојке обучене у бело су у тачно 11 сати скинуле прекривач са белог аута. Тада се први пут широј јавности указао нови модел Заставе - Југо флорида. Аутомобил је на хауби имао нови лого ’Y’, иако је на волану он био ’Z.’

### Преглед аута
Флорида је дугачка 3,9 метара, широка 1,6, висока 1,4 и има међуосовинско растојање од 2,5 метара. Маса аута је 910 килограма, зависно од верзије. Коефицијент отпора ваздуха је 0.32, што је једна од најмањих вредности за то време, а иста је као и за БМВ М3 из 2005. Има пртљажник од 410 литара, који је могуће повећати обарањем задњих седишта на 1180. Резервоар за гориво прима 43 литра горива. Ветробран има само 1 брисач, по чему је овај ауто препознатљив. На задњим вратима брисач има са 2 бризгаљке. Инструмент табла је за то време прилично богата, и поседује брзиномер, обртомер, показивач нивоа уља, показивач нивоа горива у резервоару, као и индикатор за незатворена врата. Постојала је и могућност уградње ’борд компјутера.’ Команде за светла и брисаче су постављена око волана на, тада модерне, ’сателите.’ На ауту су били точкови димензија 165/70 R13, са новим Тигровим гумама ознаке 615. Мотор на првом моделу био је попречно постављени 1.3, познат са Југа и Заставе 101, упарен са петостепеним мануелним мењачем, који је погонио предње точкове. Касније је палета мотора проширена новим Фијатовим бензинским мотором од 1372 кубика и 70 КС, као и јединицом од 1580 кубика са 83 КС, пореклом из Ланче, који се нудио само годину дана (од 1988. до 1989). На неким тржиштима је на ове моторе могао да се угради катализатор. Планирана је и верзија са Фијатовим 1,7 дизел мотором са 57 КС. Постојали су и планови за седан (Застава 104) и караван верзију (Застава 105). Ове верзије би се појавиле 1993. након престанка производње Заставе 101 и 128. Очекивана цена аута требало је да буде између 7500 и 8000 долара. За Југославију очекивала се цена од 3,6 милиона динара. Планирана годишња производња требало је да износи између 60 и 100.000 примерака. Најважније извозно тржиште за овај аутомобил је требало да буде Западна Немачка где се очекивала продаја од 20.000 јединица годишње. Флорида је добила позитивне критике новинара, а један је изјавио „После свега Југо флорида заслужује само једно: срећно!”

### Производња
Први серијски произведени примерак је била црвена флорида 1.4 која је сишла са трака 2. октобра 1988. Ова почетна производња је била загревање за пуну производњу, јер још није била освојена производња свих делова за ауто, па је 1988. произведено само 37 флорида, са мотором од 1372 кубика и 70 КС. Исте године почиње и извоз у Велику Британију, под именом ’Сана.’ 1989. појавила се флорида са 1.3 EFI мотором (са електронским убризгавањем горива), од 1299 кубика и 68 КС. Тада приоритет постаје освајање производње потребних делова уместо броја произведених примерака. Те године произведено је 4749 флорида. На Сајму аутомобила у Београду 1990. појавила се економичнија верзија са 1.1 литарским мотором од 60 КС, која је првенствено била намењена за извоз у Грчку. Тада се појављују први цртежи флориде седан, као и модел у природној величини. 1990. је произведено 8905 примерака, што чини ову годину рекордном за производњу флориде. 1991. настају први проблеми са кооперантима, па се производња скоро преполовила на 4996 аутомобила. 1992. УН уводе санкције Југославији, што је практично уништило успех флориде. 1993. произведено је само 793 флориде, углавном од делова из залиха. 1995. појавио се прототип флориде пикап, чија производња почиње три године касније. Исте године уведена је нова инструмент табла. Услед санкција и немогућности нормалног рада фабрике, флорида од једног од најмодернијих аутомобила у класи постаје један од најстаријих, па за купце успева да се избори нижом ценом у односу на конкуренцију. У овом периоду произведено је око 16.000 примерака.

### Флорида Ин/Ин Л
2000. Застава је ангажовала француску дизајнерску кућу Heuliez поводом редизајна флориде, који је почео да се производи 2002. На флориди је извршено 120 измена, и од тада се производи под именом флорида ин и носи име ’Застава.’ Исте године на салону у Београду, приказани су прототипови флориде седан и караван. Да би осавременила погонске агрегате, Застава је испитивала Тојотине и Пежоове моторе за уградњу. Одлучено је да се уграђују Пежоови агрегати од 1.6 литара са 95 КС и 1.1 са 60 КС. Код Флориде ин нудила се разна додатна опрема, као што је серво волан, клима уређај, централно закључавање, електрични подизачи стакала, итд. 2007. представљена је флорида дизел, са Пежоовим 1.4 HDI агрегатом и 68 КС. Исте године у серијску производњу уведена је нова дигитална инструмент табла. У ово време на тржишту Србије, флорида добија снажну конкуренцију: Дачију соленцу, а касније и логана, из Румуније, као и Ладу 112, затим и калину, из Русије. 2008. престаје производња флориде, заједно са осталим Заставиним моделима.

## Извозна тржишта
Поред Југославије, флорида се продавала у многим европским земљама: Велика Британија (под именом сана), Западна Немачка, Белгија (где се продавала под именом мајами), Француска, Грчка, Холандија (такође као Сана), Мађарска и многим другим. Важно је поменути да је постојао план да се флорида извози у САД, а неколико прототипа је тамо и отишло.
Флорида ин се, поред тржишта Србије, извозила и у Северну Македонију, Босну и Херцеговину, Бугарску, Хрватску, Сирију, Египат(где се заједно са Заставом 128 продавао преко компаније Yugo Misr Trade).

## Производња флориде
Главна производња одвијала се у Крагујевцу, док се пикап верзија правила у Сомбору. Флорида се склапала и у фабрици ’Наср’ у Египту, где се правио под именом Наср флорида 1400. У Египту је склопљено и 720 флорида ин у CKD китовима. Од 1997. до 2000. Флорида се, поред Југа, склапала у CKD китовима у Пољској у компанији DAMIS. Тамо је укупно склопљено око 700 аутомобила. Укупно је произведено 30.150 флорида.

## Модели
Модели су се углавном разликовали по уграђеним моторима, али је било и неколико посебних модела.

### Флорида Ин
На Сајму аутомобила у Београду 2002. представљена је рестилизована верзија флориде, под називом флорида ин. За дизајн је задужена француска дизајнерска кућа Heuliez. Аутомобил је претрпео 120 измена, а промењени су предњи браник и маска хладњака, задњи браник и задња врата, ентеријер, који је у потпуности промењен. Светлосне групе су такође промењене. У аутомобил су се уграђивали Заставини мотори 1.3 и 1.3 EFI са 68 КС, затим 1.4 са 70 КС, као и Пежоови 1.1 са 60 КС и 1.6 са 95 КС. Уграђиван је и Пежоов 1.4 HDI дизел са 68 КС. Модели са Пежоовим мотором носили су ознаку Ин Л. Производио се до 11. новембра 2008. када је Застава престала са производњом свих модела.

### Флорида бизнис
Флорида бизнис била је луксузнија верзија флориде, која је требало да буде представљена на Салону аутомобила у Београду 1999, али је представљен касније због НАТО бомбардовања. Овај модел у суштини представља оно што је флорида одувек требало да буде. Од опреме је имала електричне подизаче прозора, централну браву, тонирана стакла, украсну црну траку дуж страна аута, Мишленове гуме, опцију уградње клима уређаја, DAMIS радио, итд.

### Флорида пикап/поли
1995. представљен је прототип флориде пикап. Почео је да се производи 1998. у серијској верзији. Продавао се у 2 верзије: као пикап (Pick-Up) и комби са кровом од фибергласа (Poly). Имао је носивост од 630 до 690 килограма зависно од верзије. Постојале су и различите специјалне изведбе: пекарски комби, возило хитне помоћи, хладњача, итд. Производио се у Сомбору до 2010.

### Флорида TAXI
2003. представљена је посебна такси верзија флориде, са фабрички уграђеним ТНГ системом.

### Полицијска флорида
Постојала је и фабричка полицијска верзија флоридe за раније моделе, као и за флориду ин. Полицијска флорида ин је имала плава ротациона светла и натпис ’Полиција.' Полицијске флориде ин су имале мотор од 1,6 литара и 95 КС.

## Прототипови
Флорида је имала много прототипова, од којих већина није дочекала производњу.

### Флорида Седан
1990. Застава је представила цртеже будуће седан верзије флориде, а направљен је и модел у гипсу, под именом Застава 104. Овај модел није имао серијску верзију. 2002. долази до обнављања идеје за флориду седан, па је за Салон аутомобила у Београду направљен функционалан прототип флориде седан дискутабилног дизајна. Предњи део имао је дупла округла светла и маску хладњака у облику латиничког слова ’U.’ Задњи део имао је издвојене светлосне групе у облику кругова. Неки сматрају да је дизајниран по угледу на Заставу 1300. У ауто је уграђен Тојотин VVT-i мотор. Ауто је добио негативне критике, па није убачен у производњу. Једини прототип се у полурастуреном стању налазио у кругу фабрике у Крагујевцу.

### Флорида Караван
Идеја за флориду караван потиче још од самог представљања флориде 1987. Кодно име му је било Застава 105, а није израђен ниједан цртеж нити модел. 2002. је поред прототипа седан верзије, представљен и прототип каравана. Имао је исти предњи део као обична флорида ин, само са другачијим фаровима и ретровизорима. Задњи део је помало подсећао на Шкоду октавију караван прве генерације. Ни овај модел није дочекао серијску производњу.

### Флорида 2.0
2001. у Застави су уградили Фијатов 2.0 HGT петоцилиндарски мотор са брава на флориду. У питању је најснажнији мотор који се икад уграђивао у флориду. Остао је на нивоу прототипа.

### Флорида 1.4 EFI Аутоматик
1990. Застава је направила посебан прототип флориде за америчко тржиште, са аутоматским мењачем, електричним подизачима стакала, централном бравом, клима уређајем и 1.4 EFI мотором, са око 70 КС. Због познатих дешавања модел је остао на нивоу прототипа, и стајао је у погонима Заставе до 2004. када је враћен у возно стање. Данас је регистрован и вози се.

### Флорида са Тојотиним мотором
Током 2002. Застава је на флориди испитивала Тојотин 1.3 VVT-i мотор са 86 КС, који се уграђивао на модел јарис. Произведено је свега неколико примерака, пошто су за серијску производњу изабрани Пежоови мотори.

### Флорида HDI[7]
Једини од прототипа који се серијски производио. 2005. године представљен је прототип флориде са Пежоовим Еуро 4 1.4 HDI дизел мотором са 68 КС и петостепеним мануелним мењачем. Поред тога, имао је у потпуности нову инструмент таблу, са свом модерном опремом. Таква табла није уграђивана на серијски произведене примерке. У ауто је поред Пежоовог мотора уграђен и Пежоов мењач, а уместо сајли уграђена је и електроника на педали гаса. Промењена је и читава команда квачила. Уместе старе уграђена је нова LCD табла са инструментима. Потрошња износи 4,5 литара на 100 километара, мада су у фабрици тврдили да може да се спусти и на 3,15. Нов је коштао 8500 евра, па је био најјефтинији дизел на тржишту. Произведено је само 18 примерака овог модела.

### Флорида 1.3 CNG
2006. представљена је флорида са карбураторским 1.3 мотором, која користи компримовани природни гас за гориво. Троши у просеку 6 килограма КПГ-а на 100 километара.

## Технички подаци

### Мотори[8]
|                                    | 1.1                           | 1.1i (Пежо)                   | 1.3                           | 1.3 EFI/1.3i                  | 1.4                           | 1.6                           | 1.6i (Пежо)                   | 1.4 HDI (Пежо)                |
| ---------------------------------- | ----------------------------- | ----------------------------- | ----------------------------- | ----------------------------- | ----------------------------- | ----------------------------- | ----------------------------- | ----------------------------- |
| Запремина мотора                   | 1116 cm³                      | 1124 cm³                      | 1299 cm³                      | 1299 cm³                      | 1372 cm³                      | 1580 cm³                      | 1587 cm³                      | 1398 cm³                      |
| Степен компресије                  | 9,2                           | 10,5                          | 9,2                           | 9,2                           | 9,2                           | 9,2                           | 10,5                          | 17,9                          |
| Пречник x ход клипа                | 80 mm x 55,5 mm               | 72 mm x 69 mm                 | 86 mm x 55,5 mm               | 80,5 mm x 67,4 mm             | 86,4 mm x 67,4 mm             | 84 mm x 71,5 mm               | 78,5 mm x 82 mm               | 73,7 mm x 82 mm               |
| Снага мотора (kW / КС)             | 44 kW / 60 КС при 6.200 о/мин | 44 kW / 60 КС при 6.200 о/мин | 50 kW / 68 КС при 5.500 о/мин | 50 kW / 68 КС при 5.500 о/мин | 52 kW / 70 КС при 6.000 о/мин | 62 kW / 83 КС при 6.000 о/мин | 70 kW / 95 КС при 5.700 о/мин | 50 kW / 68 КС при 4.000 о/мин |
| Максимални обртни момент при о/мин | 79 Nm / 4.000                 | 94 Nm / 3.500                 | 100 Nm / 3.700                | 100 Nm / 3.700                | 106 Nm / 3.000                | 122 Nm / 3.000                | 136 Nm / 3.500                | 160 Nm / 2.000                |
| Маса                               | 910 kg                        | 970 kg                        | 950 kg                        | 950 kg (970 kg 1.3i)          | 910 kg                        | 910 kg                        | 1000 kg                       | 967 kg                        |
| Максимална брзина                  | 150 km/h                      | 150 km/h                      | 157 km/h                      | 155 km/h                      | 155 km/h                      | 170 km/h                      | 175 km/h                      | 162 km/h                      |
| Убрзање (0–100 km/h)               | 16.5 сек.                     | 17.5 сек.                     | 15 сек.                       | 15 сек.                       | 15 сек.                       | 12 сек.                       | 11.5 сек.                     | 13.77 сек.                    |

### Карактеристике аутомобила
|                         | Југо/Застава флорида                                                                      |
| ----------------------- | ----------------------------------------------------------------------------------------- |
| Тип каросерије          | Путнички аутомобил са 5 седишта и 5 врата Пикап са 2 седишта и 2 врата                    |
| Мотор                   | Водено хлађени редни 4-цилиндрични                                                        |
| Гориво                  | Безоловни бензин/дизел                                                                    |
| Точкови                 | 165/70 R13                                                                                |
| Дужина                  | 3.932 mm (4.034 mm Флорида Ин, 4.475 mm пикап и поли)                                     |
| Ширина                  | 1.658 mm                                                                                  |
| Висина                  | 1.410 mm                                                                                  |
| Међуосовинско растојање | 2.500 mm (2.765 mm пикап и поли)                                                          |
| Капацитет пртљажника    | 410 l                                                                                     |
| Капацитет пртљажника    | 1.180 l (спуштена задња седишта)                                                          |
| Капацитет резервоара    | 43 l                                                                                      |
| Пренос                  | Предњи погон, 5 брзински мењач + рикверц                                                  |
| Пречник заокрета        | 10m                                                                                       |
| Предње вешање           | McPherson са независним точковима са доњим осцилујућим раменима и стабилизационом шипком  |
| Задње вешање            | Са полузависним точковима типа H са уздужним раменима и попречном торзионом шипком        |
| Предње кочнице          | Дискови, 240mm                                                                            |
| Задње кочнице           | Добоши, 186mm                                                                             |
| Паљење                  | Електронско Bosch - Motronic 3,1 на 1,3 EFI мотору                                        |
| Напајање горивом        | Усисна мембранска пумпа (1,1 i 1,4) i електронска пумпа Bosch,Multipoint систем (1,3 EFI) |
| Разводни систем         | Брегаста осовина у глави                                                                  |

## Занимљивости
- Свака флорида је састављена из 8.375 делова.[10]

- Занимљиво је да постоје флориде које се воде као 2009. годиште, мада је вероватније да су то модели произведени крајем 2008. Те Флориде имале су ретровизоре са Фијата пунта друге генерације, додат мали пластични део изнад квака и дигиталну инструмент таблу.[11]
- Флорида, односно сана је један од најређих аутомобила у Великој Британији, са само 4 преживела примерка у 2019.[12]
- 17. јуна 2006. флорида ин је путем интернет анкете изгласана за најбољи Заставин аутомобил свих времена, већином од 37%.[13]
- Флорида је 1990. проглашена за аутомобил године у Југославији.

## Галерија
- Флорида 1.3
- Флорида из 90-их
- Флорида Ин
- Флориде пикап и поли
- Задња страна
- Поли задња страна
- Рани модел Флоридe Ин
- Једна од варијанти Флориде Поли
- Флорида 1.3 EFI
- Једна од последњих нерестилизованих флорида, са новим овалним знаком